# Дикіка
11°05′00″ пн. ш. 40°35′00″ сх. д. / 11.0833° пн. ш. 40.5833° сх. д.
Дикіка — район території Афар (Ефіопія), розташований у долині річки Аваш за 400 км на північний схід від Аддис-Абеби — столиці Ефіопії.
При археологічних розкопках в районі Дикіка у 2000 році ефіопським палеоантропологом Зересенаєм Алемсегедом зроблена знахідка скам'янілого черепа і фрагментів посткраніального скелета 3-річного дитинчати гомініда жіночої статі, що належить до виду австралопітек афарський віком близько 3,3 млн років. Знахідка, чудова своєю цілісністю і хорошим збереженням, дістала назву Селам.